# Melinda kocki
Melinda kocki este o specie de muște din genul Melinda, familia Calliphoridae, descrisă de Malloch în anul 1927. Conform Catalogue of Life specia Melinda kocki nu are subspecii cunoscute.